# Puchar Ukrainy w piłce nożnej (2001/2002)
Puchar Ukrainy 2001/2002 - XI rozgrywki ukraińskiej PFL, mające na celu wyłonienie zdobywcy krajowego Pucharu, który zakwalifikuje się tym samym do Pucharu UEFA sezonu 2002/03. Sezon trwał od 14 lipca 2001 do 26 maja 2002.
W sezonie 2001/2002 rozgrywki te składały się z:
- dwumeczów I rundy (1/256 finału),
- dwumeczów II rundy (1/128 finału),
- dwumeczów III rundy (1/64 finału),
- dwumeczów IV rundy (1/32 finału),
- dwumeczów V rundy (1/16 finału),
- dwumeczów 1/8 finału,
- dwumeczów 1/4 finału,
- dwumeczów 1/2 finału,
- meczu finałowego.

## Drużyny
Do rozgrywek Pucharu przystąpiło 60 klubów Wyższej, Pierwszej i Drugiej Lihi. 
| Kluby Wyższej Lihi: | Kluby Pierwszej Lihi: | Kluby Drugiej Lihi: | Kluby Drugiej Lihi: |
| - CSKA Kijów - Dnipro Dniepropetrowsk - Dynamo Kijów - Karpaty Lwów - Krywbas Krzywy Róg - Metalist Charków - Metałurh Donieck - Metałurh Mariupol - Metałurh Zaporoże - Polihraftechnika Oleksandria - Szachtar Donieck - Tawrija Symferopol - Worskła Połtawa - Zakarpattia Użhorod | - Borysfen Boryspol - Czornomoreć Odessa - Ełektrometałurh-NZF Nikopol - FK Lwów - FK Mikołajów - FK Winnica - Naftowyk Ochtyrka - Nywa Tarnopol - Obołoń Kijów - Polissia Żytomierz - Prykarpattia Iwano-Frankowsk - Stal Alczewsk - Wołyń-1 Łuck - Zirka Kirowohrad | - Adoms Krzemieńczuk - Arsenał Charków - Awanhard Roweńky - Bukowyna Czerniowce - Cementnyk-Chorda Mikołajów - Desna Czernihów - Dynamo Lwów - Ełektron Romny - Enerhetyk Bursztyn - FK Czerkasy - FK Krasiłów - Frunzeneć-Liha-99 Sumy - Hałyczyna Drohobycz - Hazowyk-Skała Stryj - Hirnyk-Sport Komsomolsk - Łukor Kałusz | - Maszynobudiwnyk Drużkiwka - Naftowyk Dolina - Olimpija FK AES Jużnoukraińsk - Ołkom Melitopol - Oskił Kupiańsk - Podilla Chmielnicki - Portowyk Iljiczewsk - Rihonda Biała Cerkiew - SK Chersoń - Sokił Złoczów - Spartak Sumy - Systema-Boreks Borodzianka - Techno-Centr Rohatyn - Tytan Armiańsk - Weres Równe - Zoria Ługańsk |

## Terminarz rozgrywek

### I runda (1/256 finału)
|                               | 1 mecz | 2 mecz | Suma |                            |        |
| ----------------------------- | ------ | ------ | ---- | -------------------------- | ------ |
| 14 lipca i 18 lipca 2001      |        |        |      |                            |        |
| Łukor Kałusz                  | 1:2    | 0:1    | 1:3  | Bukowyna Czerniowce        |        |
| Weres Równe                   | 1:2    | 1:0    | 2:2  | Dynamo Lwów                |        |
| Hazowyk-Skała Stryj           | 0:0    | 1:0    | 2:2  | Cementnyk-Chorda Mikołajów | (dod.) |
| Techno-Centr Rohatyn          | 2:3    | 1:0    | 3:3  | Enerhetyk Bursztyn         |        |
| Naftowyk Dolina               | 3:2    | 0:6    | 3:8  | FK Krasiłów                |        |
| Hałyczyna Drohobycz           | 1:1    | 0:1    | 1:2  | Sokił Złoczów              |        |
| Ołkom Melitopol               | 1:3    | 0:3    | 1:6  | FK Czerkasy                |        |
| Olimpija FK AES Jużnoukraińsk | 0:1    | 1:1    | 1:2  | Rihonda Biała Cerkiew      |        |
| Podilla Chmielnicki           | 2:0    | 0:1    | 2:1  | SK Chersoń                 |        |
| Hirnyk-Sport Komsomolsk       | 3:4    | 0:2    | 3:6  | Tytan Armiańsk             |        |
| Systema-Boreks Borodzianka    | 0:1    | 0:0    | 0:1  | Portowyk Iljiczewsk        |        |
| Arsenał Charków               | 8:0    | 0:4    | 8:4  | Frunzeneć-Liha-99 Sumy     |        |
| Zoria Ługańsk                 | 1:0    | 0:3    | 1:3  | Ełektron Romny             |        |
| Desna Czernihów               | 5:0    | -:+    | -:+  | Maszynobudiwnyk Drużkiwka  |        |
| Spartak Sumy                  | +:-    | +:-    | +:-  | Adoms Krzemieńczuk         |        |
| Awanhard Roweńky              | -:+    | -:+    | -:+  | Oskił Kupiańsk             |        |

### II runda (1/128 finału)
|                            | 1 mecz | 2 mecz | Suma |                           |  |
| -------------------------- | ------ | ------ | ---- | ------------------------- |  |
| 26 lipca i 9 sierpnia 2001 |        |        |      |                           |  |
| Bukowyna Czerniowce        | 2:1    | 0:1    | 2:2  | Dynamo Lwów               |  |
| Hazowyk-Skała Stryj        | 0:1    | 0:1    | 0:2  | Enerhetyk Bursztyn        |  |
| FK Krasiłów                | 4:4    | 0:2    | 4:6  | Sokił Złoczów             |  |
| FK Czerkasy                | 3:2    | 2:0    | 5:2  | Rihonda Biała Cerkiew     |  |
| Tytan Armiańsk             | +:-    | +:-    | +:-  | Podilla Chmielnicki       |  |
| Spartak Sumy               | 0:1    | 1:2    | 1:3  | Portowyk Iljiczewsk       |  |
| Arsenał Charków            | 1:3    | 0:1    | 1:4  | Ełektron Romny            |  |
| Oskił Kupiańsk             | 0:2    | 2:1    | 2:3  | Maszynobudiwnyk Drużkiwka |  |

### III runda (1/64 finału)
|                                | 1 mecz | 2 mecz | Suma |                |  |
| ------------------------------ | ------ | ------ | ---- | -------------- |  |
| 17 sierpnia i 25 sierpnia 2001 |        |        |      |                |  |
| Enerhetyk Bursztyn             | 0:2    | 0:3    | 0:5  | Dynamo Lwów    |  |
| FK Czerkasy                    | 3:0    | 1:4    | 4:4  | Sokił Złoczów  |  |
| Portowyk Iljiczewsk            | 2:0    | 0:1    | 2:1  | Tytan Armiańsk |  |
| Maszynobudiwnyk Drużkiwka      | +:-    | +:-    | +:-  | Ełektron Romny |  |

### IV runda (1/32 finału)
|                               | 1 mecz | 2 mecz | Suma |                              |  |
| ----------------------------- | ------ | ------ | ---- | ---------------------------- |  |
| 7 września i 16 września 2001 |        |        |      |                              |  |
| FK Mikołajów                  | 0:1    | 2:4    | 2:5  | Obołoń Kijów                 |  |
| Dynamo Lwów                   | 0:3    | 0:3    | 0:6  | Prykarpattia Iwano-Frankowsk |  |
| Ełektrometałurh-NZF Nikopol   | +:-    | 1:1    | +:-  | Zirka Kirowohrad             |  |
| Wołyń-1 Łuck                  | 1:0    | 1:1    | 2:1  | FK Czerkasy                  |  |
| Czornomoreć Odessa            | 2:0    | 1:2    | 3:2  | Naftowyk Ochtyrka            |  |
| Portowyk Iljiczewsk           | 2:1    | 0:2    | 2:3  | FK Winnica                   |  |
| Polissia Żytomierz            | 2:1    | 0:3    | 2:4  | Borysfen Boryspol            |  |
| Maszynobudiwnyk Drużkiwka     | +:-    | +:-    | +:-  | FK Lwów                      |  |

### V runda (1/16 finału)
|                                       | 1 mecz | 2 mecz | Suma |                           |  |
| ------------------------------------- | ------ | ------ | ---- | ------------------------- |  |
| 4 października i 14 października 2001 |        |        |      |                           |  |
| Nywa Tarnopol                         | 0:1    | 0:2    | 0:3  | Obołoń Kijów              |  |
| Prykarpattia Iwano-Frankowsk          | 0:0    | 0:2    | 0:2  | Metalist Charków          |  |
| Ełektrometałurh-NZF Nikopol           | 2:2    | 0:4    | 2:6  | Zakarpattia Użhorod       |  |
| Wołyń-1 Łuck                          | 1:0    | 0:0    | 1:0  | Worskła Połtawa           |  |
| Polihraftechnika Oleksandria          | 4:1    | 1:0    | 5:1  | Czornomoreć Odessa        |  |
| FK Winnica                            | 2:2    | 0:2    | 2:4  | Krywbas Krzywy Róg        |  |
| Borysfen Boryspol                     | 0:2    | 1:1    | 1:3  | Karpaty Lwów              |  |
| Stal Alczewsk                         | 3:0    | 2:0    | 5:0  | Maszynobudiwnyk Drużkiwka |  |

### 1/8 finału
|                                        | 1 mecz | 2 mecz | Suma |                              |  |
| -------------------------------------- | ------ | ------ | ---- | ---------------------------- |  |
| 20 października i 27 października 2001 |        |        |      |                              |  |
| Obołoń Kijów                           | 0:3    | 0:3    | 0:6  | Dynamo Kijów                 |  |
| Metałurh Zaporoże                      | 1:0    | 0:2    | 1:2  | Metalist Charków             |  |
| Metałurh Mariupol                      | 1:0    | 1:3    | 2:3  | Zakarpattia Użhorod          |  |
| Wołyń-1 Łuck                           | 2:1    | 1:4    | 3:5  | Metałurh Donieck             |  |
| Karpaty Lwów                           | 2:0    | 1:3    | 3:3  | Tawrija Symferopol           |  |
| Stal Alczewsk                          | 3:1    | 0:3    | 3:4  | Szachtar Donieck             |  |
| 21 października i 27 października 2001 |        |        |      |                              |  |
| Dnipro Dniepropetrowsk                 | 2:0    | 1:2    | 3:2  | Polihraftechnika Oleksandria |  |
| 22 października i 27 października 2001 |        |        |      |                              |  |
| Krywbas Krzywy Róg                     | 1:0    | 0:4    | 1:4  | CSKA Kijów                   |  |

### 1/4 finału
|                                 | 1 mecz | 2 mecz | Suma |                     |          |
| ------------------------------- | ------ | ------ | ---- | ------------------- | -------- |
| 4 listopada i 26 listopada 2001 |        |        |      |                     |          |
| Metalist Charków                | 1:1    | 0:5    | 1:6  | Dynamo Kijów        |          |
| Metałurh Donieck                | 1:0    | 3:1    | 4:1  | Zakarpattia Użhorod |          |
| Szachtar Donieck                | 2:0    | 0:1    | 2:1  | Karpaty Lwów        |          |
| 5 listopada i 17 listopada 2001 |        |        |      |                     |          |
| Dnipro Dniepropetrowsk          | 0:0    | 0:0    | 0:0  | CSKA Kijów          | (k. 4:3) |

### 1/2 finału
|                          | 1 mecz | 2 mecz | Suma |                  |  |
| ------------------------ | ------ | ------ | ---- | ---------------- |  |
| 4 kwietnia i 2 maja 2002 |        |        |      |                  |  |
| Metałurh Donieck         | 1:1    | 0:2    | 1:3  | Dynamo Kijów     |  |
| Dnipro Dniepropetrowsk   | 2:1    | 0:2    | 2:3  | Szachtar Donieck |  |

### Finał
Mecz finałowy rozegrano 26 maja 2002 na Stadionie Olimpijskim w stolicy Kijowie.
| Dynamo Kijów | 2:3 | Szachtar Donieck | (dod.) |

| Zdobywca Pucharu Ukrainy 2001/02 |
| -------------------------------- |
| Szachtar Donieck 4 tytuł         |
| złoto                            |